# Pseudhipposaurus kitchingi
Pseudhipposaurus kitchingi — вид терапсид родини Hipposauridae підряду біармозухії (Biarmosuchia), що мешкав в кінці пермського періоду (бл. 255 млн років тому). Скам'янілі рештки знайдені у Південній Африці.